# Богуцкий, Вацлав Антонович
Вацлав Антонович Богуцкий (1884 — 19 декабря 1937) — белорусский и польский большевистский деятель.

## Биография
Родился в 1884 году в местечке Буракув в Царстве Польском. По профессии — рабочий-металлист. В 1904 году вступил в Социал-демократическую партию Польши и Литвы, вёл революционную работу в Беларуси и на Кавказе, 8 раз арестован. В 1906 году был делегатом пятого съезда РСДРП от Гродненской губернии. Провел более 4 лет в тюрьмах.
В 1910 году бежал от преследований в Америку, где работал по организации социал-демократических групп польских рабочих. В 1912 году вернулся в Россию. В 1917 организовал группу социал-демократии Польши и Литвы в Тифлисе, где был членом исполкома Совета рабочих и солдатских депутатов от армии; в 1918 году — председатель Гродненского Совета и комитета партии, участвовал в создании коммунистической организации в Белостоке.
В 1919 году — член ЦК Компартии Литвы и Белоруссии и председатель Минской ЧК. С мая 1922 по февраль 1924 года — ответственный секретарь ЦК КП Беларуси и зампредседателя СНК БССР. Затем работал представителем КП Польши в Исполкоме Коминтерна, член ЦК КП Польши в 1925—1930 годах. С 1929 года — на профсоюзной работе: председателем ЦК профсоюза связистов, председателем Скандинавской секции Профинтерна. Член спецколлегии Хабаровского краевого суда. Член ЦИК СССР. Делегат 10, 11 и 12 съездов РКП(б).
Арестован 5 сентября 1937 года. 19 декабря 1937 года Военной Коллегией Верховного суда СССР за участие в польской шпионской диверсионно-террористической организации приговорён к ВМН. Расстрелян в тот же день на Коммунарке, где и захоронен.
Реабилитирован 31 марта 1956 года.